# Michałów Fabryczny
Michałów Fabryczny – część miasta Starachowice. Leży na południu miasta, wzdłuż ulicy Składowej, nad zbiornikiem wodnym Piachy.